# Sergio Tavčar
Sergio Tavčar (Trieste, 26 gennaio 1950) è un giornalista e telecronista sportivo italiano.

## Biografia
Nato da padre appartenente alla minoranza linguistica slovena e da madre triestina, nel periodo in cui Trieste era Territorio sotto amministrazione alleata divenne dunque cittadino italiano nel 1954, con il ritorno della città all'Italia.
Noto, in ambito sportivo, telecronista di basket, comincia la sua attività giornalistica in radio ancora molto giovane essendo nel contempo sportivo praticante, come cestista nella US Bor di Trieste ed anche nel tennis tavolo e nel nuoto. Attività che continua come allenatore per venti anni in tutte le categorie fino alla serie B, allenando anche atleti di successo come Boris Vitez.
Esordisce in modo pionieristico a Tele Capodistria nel 1971 in una partita di hockey su ghiaccio, ma dallo stesso anno si avvicina al basket commentando la telecronaca della finale di Coppa Campioni CSKA-Ignis. Ha raggiunto oltre 3.000 telecronache, diventando nel tempo una voce autorevole e che ha fatto scuola nell'ambito del giornalismo sportivo. È prova di ciò la collaborazione durata anni con diversi quotidiani, tra cui Il Giorno, Il Resto del Carlino e Il Gazzettino oltre a riviste specialistiche. 
Nell'estate del 2010 pubblica il suo primo libro dal titolo La Jugoslavia, il basket e un telecronista. Storia della pallacanestro jugoslava raccontata dalla voce di Telecapodistria. Con i colleghi Sandro Vidrih (atletica leggera, sci e pallamano), Bruno Petrali (calcio e pugilato), Sandro Damiani (pallanuoto, arti marziali, pugilato), Silvio Odogaso (pallavolo) e Angelo Vidmar (ginnastica artistica e pattinaggio su ghiaccio), negli anni Settanta riuscì a portare milioni di telespettatori verso l'emittente istriana. (Fonte Musica & Memoria)

## Premi e riconoscimenti
- Nel 1991 gli viene attribuito da parte dell'AIPS (l'associazione internazionale che raggruppa i giornalisti sportivi) il premio "Microfono d'oro".

## Opere
- La Jugoslavia, il basket e un telecronista, edito in proprio, 2011
- L'uomo che raccontava il basket, Bottega Errante Edizioni, Udine 2022
- I pionieri, Bottega Errante Edizioni, Udine 2024